# Between Heaven and Hell
Between Heaven and Hell è il disco di debutto del gruppo musicale heavy metal greco Firewind. Tutte le musiche sono composte da Gus G., mentre tutti i testi sono scritti da Stephen Fredrick, a parte la cover degli Scorpions Pictured Life.

## Tracce
1. Between Heaven and Hell – 4:51
2. Warrior – 4:44
3. World of Conflict – 4:04
4. Destination Forever – 3:44
5. Oceans (Strumentale) – 1:49
6. Tomorrow Can Wait – 5:39
7. Pictured Life (Cover degli Scorpions) –  3:36
8. Firewind Raging – 4:26
9. I Will Fight Alone – 5:09
10. Northern Sky (Strumentale) – 4:50
11. Fire – 4:38
12. Who Am I? – 5:18 (Contiene un sample di concerti per violino di J.S. Bach)
13. End of an Era – 1:52 (Bonus track dell'edizione giapponese, canzone dedicata a Chuck Schuldiner[1])
14. Fire (Demo) – 4:30 (Bonus track della ristampa)
15. Destination Forever (Demo) – 3:28 (Bonus track della ristampa)

## Formazione
- Stephen Fredrick – voce
- Gus G. – chitarra, tastiera
- Konstantine – basso
- Brian Harris – batteria